# Bruno Cortez
Bruno Cortez (n. 11 martie 1987, Rio de Janeiro, Rio de Janeiro, Brazilia) este un fost fotbalist brazilian.
Cortez a debutat la echipa națională a Braziliei în anul 2011.

## Statistici
| Brazilia | Brazilia | Brazilia |
| An       | Meciuri  | Goluri   |
| -------- | -------- | -------- |
| 2011     | 1        | 0        |
| Total    | 1        | 0        |